# Daniel J. Evans
Daniel J. Evans (Seattle, 1925. október 16. – Seattle, 2024. szeptember 20.) amerikai politikus, Washington állam kormányzója (1965–1977), az Amerikai Egyesült Államok szenátora (Washington, 1983–1989).

## Élete
1965 és 1977 között Washington állam kormányzója volt a Republikánus színeiben. 1983 és 1989 között a szenátus tagja volt Washingtonban.